# 聖瑪麗亞德爾瓦列區
9°51′45″S 76°09′00″W / 9.86250°S 76.15000°W
聖瑪麗亞德爾瓦列區（西班牙語：Distrito de Santa María del Valle），是秘魯的一個區，位於該國中部瓦努科大區的瓦努科省，面積481.9平方公里，海拔高度1,916米，2005年人口18,918，人口密度每平方公里39人。